# Communauté de communes Paimpol Goëlo
Die Communauté de communes Paimpol Goëlo ist ein ehemaliger französischer Gemeindeverband mit der Rechtsform einer Communauté de communes im Département Côtes-d’Armor, dessen Verwaltungssitz sich im Ort Plourivo befand. Sein Einzugsgebiet lag im Norden des Départements. Der am 23. Dezember 1996 gegründete Gemeindeverband bestand aus neun Gemeinden und zählte 18.953 Einwohner (Stand 2013) auf einer Fläche von 129,2 km2.

## Aufgaben des Gemeindeverbands
Da die Mehrzahl der Gemeinden sehr klein war und Bürgermeister (Maires) im Nebenamt hatten, war die Communauté für verschiedene Aufgaben der beteiligten Gemeinden zuständig. Es bestanden vom Präsidenten und von Vizepräsidenten des Gemeindeverbands geführte Abteilungen (Umweltschutz und Natur; Raumplanung, Landerwerb und übergemeindliche Beziehungen; Trinkwasser, Erbschaften, Energiesparen; Kinder, Jugend, Sport, Beschäftigung; Finanzen und gemeinschaftliche Nutzung; Abwasserentsorgung und Umweltqualität; Tourismus; Wirtschaftliche Entwicklung; Kultur; Vereinsleben), welche übergemeindliche Aufgaben leisteten.

## Historische Entwicklung
Mit Wirkung vom 1. Januar 2017 fusionierte der Gemeindeverband mit
- Communauté de communes Callac Argoat,
- Communauté de communes du Pays de Bégard,
- Communauté de communes du Pays de Belle-Isle-en-Terre,
- Communauté de communes de Bourbriac,
- Guingamp Communauté sowie
- Pontrieux Communauté

und bildete so die Nachfolgeorganisation Guingamp Paimpol Armor Argoat Agglomération.

## Ehemalige Mitgliedsgemeinden
Der Communauté de communes Paimpol Goëlo gehörten neun Gemeinden in zwei Kantonen an. Dazu gehörten mit Ausnahme der Gemeinde Île-de-Bréhat alle Gemeinden des Kantons Kanton Paimpol und drei Gemeinden des Kantons Plouha. Die Mitgliedsgemeinden waren:
| Gemeinde     | Einwohner 1. Januar 2022 | Fläche km² | Dichte Einw./km² | Code INSEE | Postleitzahl |
| ------------ | ------------------------ | ---------- | ---------------- | ---------- | ------------ |
| Kerfot       | 634                      | 5,71       | 111              | 22086      | 22500        |
| Lanleff      | 121                      | 2,16       | 56               | 22108      | 22290        |
| Lanloup      | 251                      | 2,45       | 102              | 22109      | 22580        |
| Paimpol      | 7.266                    | 23,61      | 308              | 22162      | 22500        |
| Pléhédel     | 1.317                    | 12,36      | 107              | 22178      | 22290        |
| Ploubazlanec | 2.985                    | 15,04      | 198              | 22210      | 22620        |
| Plouézec     | 3.129                    | 27,87      | 112              | 22214      | 22470        |
| Plourivo     | 2.267                    | 28,35      | 80               | 22233      | 22860        |
| Yvias        | 770                      | 11,61      | 66               | 22390      | 22930        |